# Aston Martin Virage (2011)
La Aston Martin Virage è un'autovettura di tipo gran turismo con carrozzeria coupé o cabriolet prodotta dalla casa automobilistica inglese Aston Martin tra il 2011 e il 2012.

## Profilo

### Contesto
Tale vettura fu realizzata da Aston Martin per ampliare la gamma allora composta dalla DBS, dalla DB9 e dalla Rapide.
Il fatto che fosse sostanzialmente un restyling della DB9 ha fatto sì che il mercato la accogliesse freddamente, creando confusione nei clienti.
Nel 2012, infatti, arrivò un restyling della DB9 che rese il modello uguale alla Virage. Per questo motivo quest'ultima, dopo solo un anno di produzione uscì di scena.

### Stile

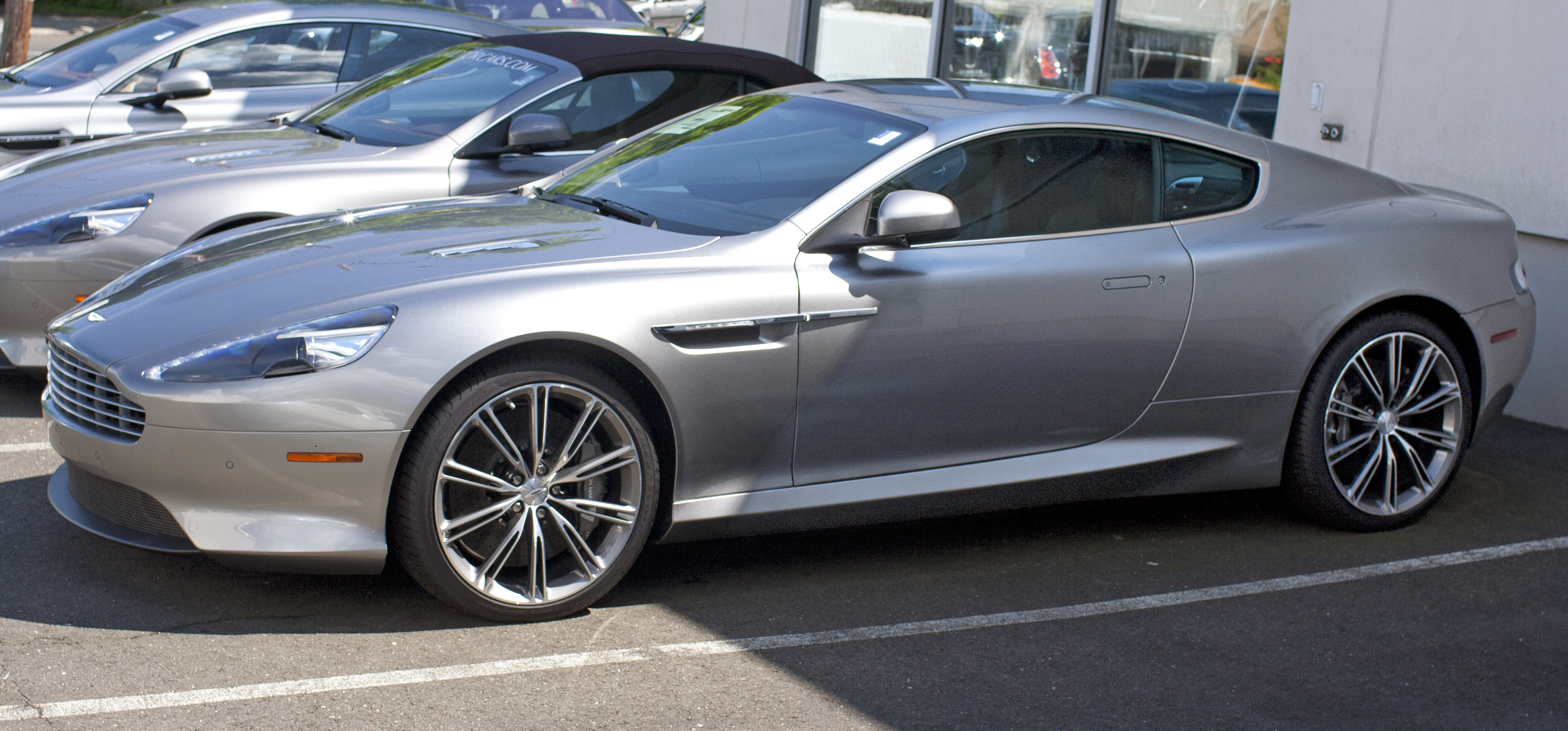
Linea laterale di una Aston Martin Virage Coupé del 2012

La Virage è una coupé due porte con abitacolo in configurazione 2+2, quindi dotato di posti per il conducente e il passeggero anteriore con l'aggiunta di due sedili posteriori di dimensioni contenute. Di questa vettura è disponibile anche la variante cabriolet denominata Virage Volante con tetto in tela ripiegabile.
La carrozzeria è realizzata in alluminio, esteriormente la linea caratterizzata da un cofano lungo, da un parabrezza inclinato, da una coda affusolata e una linea generale andamento filante ed elegante.

### Caratteristiche tecniche
Il telaio della vettura è realizzato in alluminio, il propulsore è collocato sul telaio in posizione anteriore longitudinale, mentre il cambio e la trazione sono posizionati al retrotreno, con schema Transaxle.
Il cambio è di tipo elettroattuato a sei rapporti.
La Virage monta un motore a ciclo Otto aspirato, con frazionamento 12 cilindri a V di 5935 cm³ di cilindrata, la distribuzione è a doppio albero a camme per testata, sviluppa una potenza massima di 365 kW (497 CV) a 6000 giri al minuto e una coppia motrice massima di 570 Nm a 5000 giri/min.
La Virage raggiunge i 295 km/h di velocità massima e un'accelerazione da 0 a 100 km/h in 4,6 secondi.

## Versioni speciali

### Aston Martin Virage Shooting Brake Zagato
Nel 2014 la Zagato realizzò una versione Shooting Brake della Virage. Presentata in occasione del Chantilly Arts & Elegance Concours d'Elegance, è stata costruita in unico esemplare per un compratore europeo.